# Геде, Пабло
Пабло Адриан Геде Баррьеро (исп. Pablo Adrián Guede Barriero; род. 12 ноября 1974[…], Буэнос-Айрес) — аргентинский футболист; тренер.

## Карьера игрока
Пабло Геде начинал свою карьеру футболиста в клубе «Депортиво Эспаньол». В сезоне 1995/96 он играл за команду «Нуэва Чикаго», за которую забил 17 голов. Затем он вернулся в «Депортиво Эспаньол». В 1997 клуб стал банкротом и считал ряд игроков частью своих активов. Геде был среди них и был лишён свободы действий вопреки существовавшему контракту. В итоге футболисты объявили забастовку, которая проходила в период с июля по август 1997 года в течение 15 дней. В дело вмешалось министерство труда, ситуацию комментировал президент страны. 6 августа игроки по решению суда получили свободу действий, после чего Геде немедленно отправился в Испанию, где присоединился к команде Сегунды «Херес». В этой стране он играл вплоть до завершения своей карьеры футболиста в 2006 году, представляя клубы Сегунды и Сегунды B.

## Тренерская карьера
Свою тренерскую карьеру Пабло Геде начинал играющим тренером любительского клуба чемпионата Андалусии «Атлетико Хуваль», затем работал с клубом Терсеры «Эль Пало». В 2013—2014 он возглавлял аргентинскую команду «Нуэва Чикаго», которую привёл к победе в Примере B Метрополитане. В середине 2014 Геде был назначен главным тренером чилийского «Палестино», который при нём занял четвёртое место в Апертуре и выиграл последовавшую Лигилью, разгромив в финале «Сантьяго Уондерерс» с общим счётом 9:2. Это позволило команде выступить в Кубке Либертадорес 2015 года, где «Палестино» занял третье место в своей группе. 13 ноября того же года аргентинец оставил свой пост. С января 2016 года Геде возглавлял «Сан-Лоренсо», который при нём разгромил «Боку Хуниорс» со счётом 4:0 в матче за Суперкубок Аргентины и вышел в финал чемпионата Аргентины 2016, где потерпел крупное поражение (0:4) от «Лануса». В июне того же года Геде подал в отставку из-за разногласий с руководством клуба, а 14 июля был объявлен новым главным тренером чилийского «Коло-Коло». Проведя 19 месяцев на этом посту (до апреля 2018 года), он выиграл с командой ряд трофеев на национальном уровне.
16 мая 2018 года Пабло Геде заключил контракт до 2020 года с саудовским «Аль-Ахли».

## Достижения

### В качестве тренера
«Нуэва Чикаго»
- Победитель Примеры B Метрополитаны: 2013/14

«Сан-Лоренсо»
- Обладатель Суперкубка Аргентины: 2015

«Коло-Коло»
- Чемпион Чили: 2017
- Обладатель Кубка Чили: 2016
- Обладатель Суперкубка Чили: 2017, 2018